# Charles Rivière-Hérard
Charles Rivière-Hérard vagy Charles Hérard Aîné (1789. február 16. – 1850. augusztus 31.) haiti katonatiszt, 1843 és 1844 között az ország elnöke. 

## Élete
Charles Rivière-Hérard Haiti fővárosában, Port-au-Prince-ben (más források szerint Port-Salut-ben) született 1789. február 16-án. Életéről nagyon keveset tudunk, még gyermekként harcolt a franciák ellen a haiti forradalomban és később katonatisztként egy feketékből álló zászlóalj élén állt.
1843-ban Hérard tábornok vezette az összeesküvést, amely elűzte Jean-Pierre Boyer köztársasági elnököt, akinek ő lépett a helyébe. 1843. december 30-án az ország ideiglenes parlamentje elfogadott egy új alkotmányt, feltehetően Hérard jóváhagyása nélkül, amely eltörölte az életre szóló elnöki hivatali időt. Hérard megszerezte a hadsereg támogatását és átvette a hatalmat a kormányzat fölött.
A hatalomátvétel körüli káoszt kihasználva, az akkor egész Hispaniola szigetét birtokló Haiti keleti része, a korábbi spanyol gyarmat Santo Domingo fellázadt. A felkelők 1844. február 27-én elfoglalták Santo Domingo városát és másnap kikiáltották a független Dominikai Köztársaságot. Hérard március 10-én 25 ezer fős sereggel vonult át a sziget keleti felébe, hogy visszacsatolja a szakadár területet. Vereséget szenvedett és egy hónapon belül visszamenekült Haitire. Érezve az uralma iránti fokozódó elégedetlenséget és az egyre kaotikusabb politikai helyzetet, Hérard március 30-án feloszlatta a parlamentet és hatályon kívül helyezte az alkotmányt.
Miközben a hadsereg a Dominikai Köztársaság ellen vonult, Hispaniola délnyugati részén, Les Cayes városánál fegyveres parasztfelkelés robbant ki. A lázadók hosszú lándzsákkal (piquet) fegyverkeztek fel, innen kapták elnevezésüket is. Saját magukat "A szenvedők hadseregének" nevezték. A hadsereg egy tábornoka, Jean-Jacques Acaau állt az élükre és a főváros ellen vonultak. Április elején megfutamították az ellenük küldött kormánycsapatokat, de ezután előrenyomulásukat Aquin városánál megállították.
Ugyanekkor azonban északon újabb lázadás tört ki, melyet Hérard kormányzati ellenfelei irányítottak. Hérard képtelen volt a helyzettel megbirkózni és május 3-án lemondott. Június 2-án száműzetésbe vonult a közeli Jamaica fővárosába, Kingstonba. Itt halt meg hat évvel később, 1850. augusztus 31-én.

## Fordítás
- Ez a szócikk részben vagy egészben  a   Charles Rivière-Hérard című angol Wikipédia-szócikk ezen változatának fordításán alapul.  Az eredeti cikk szerkesztőit annak laptörténete sorolja fel. Ez a jelzés csupán a megfogalmazás eredetét és a szerzői jogokat jelzi, nem szolgál a cikkben szereplő információk forrásmegjelöléseként.